# ジャクソン郡 (アラバマ州)
ジャクソン郡（英: Jackson County）は、アメリカ合衆国アラバマ州の北西隅に位置する郡である。2010年国勢調査での人口は53,227人であり、2000年の53,926人から1.3%減少した。郡庁所在地はスコッツボロ市（en:Scottsboro, Alabama）（人口14,770人）であり、同郡で人口最大の都市でもある。郡名はアメリカ合衆国陸軍の将軍、かつ第7代アメリカ合衆国大統領アンドリュー・ジャクソンにちなんで名付けられた。元ディケーター郡だった所から設立された。
ジャクソン郡は基本的にアルコール飲料の販売が禁止されている「ドライ郡」（禁酒郡）だが、ブリッジポート、スコッツボロ、スティーブンソンの3都市は販売が許可されている「ウェット」市である。

## 歴史
ジャクソン郡は1819年12月13日に設立された。

## 地理
アメリカ合衆国国勢調査局に拠れば、郡域全面積は1,126.77平方マイル (2,918.3 km2)であり、このうち陸地1,078.74平方マイル (2,793.9 km2)、水域は48.02平方マイル (124.4 km2)で水域率は4.26%である。郡域の多くはアパラチア山脈に入っている。
ブリッジポートの町から西に約5マイル、ドーランコーブにラッセルケイブ国立保護区がある。ラッセルケイブは、1956年にスミソニアン博物館とナショナルジオグラフィック協会が発掘した重要な考古学遺跡である。雑誌『ナショナル ジオグラフィック』の1956年10月号の記事では、「アラバマ州の洞窟で8,000年前の生活が明かされた」と宣言している。この記事は遠征隊の指導者カール・F・ミラーが執筆し、542ページから558ページに掲載されている。ラッセルケイブは1961年に大統領ジョン・F・ケネディによって国立保護区に指定された。この保護区はナショナルジオグラフィック協会が寄付した土地310エーカー (1.3 km2) の広さがある。

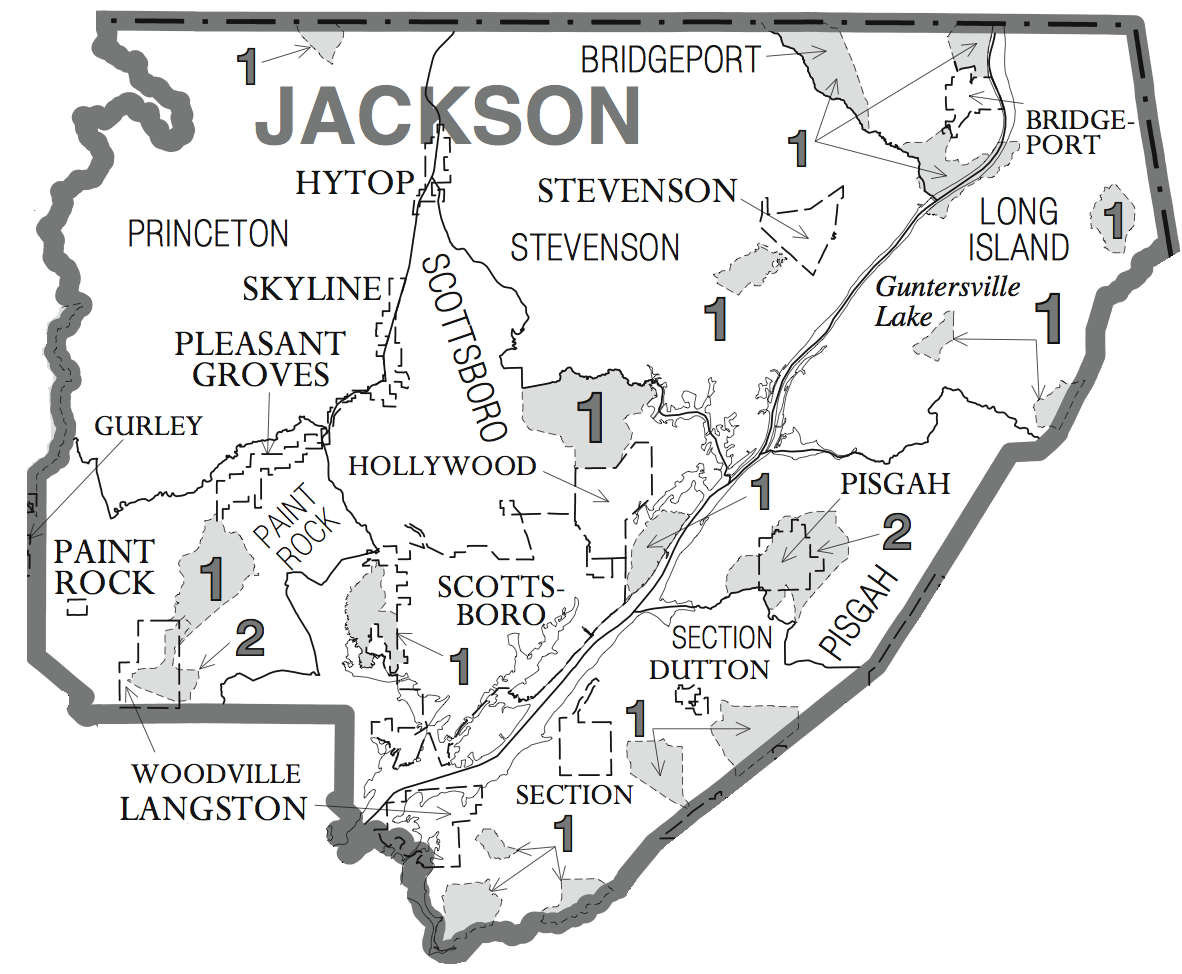
ジャクソン郡図

### 交通

#### 主要高規格道路
- アメリカ国道72号線
- アラバマ州道35号線
- アラバマ州道40号線
- アラバマ州道65号線
- アラバマ州道71号線
- アラバマ州道73号線
- アラバマ州道75号線
- アラバマ州道79号線
- アラバマ州道279号線

#### 鉄道
- CSXトランスポーテーション
- ノーフォーク・サザン鉄道
- シクアチーバレー鉄道

### 隣接する郡
- マリオン郡 (テネシー州) - 北東
- デイド郡 (ジョージア州) - 東
- ディカーブ郡 - 南東
- マーシャル郡 - 南西
- マディソン郡 - 西
- フランクリン郡 (テネシー州) - 北西

### 国立保護地域
- ファーんケイブ国立野生生物保護区
- ラッセルケイブ国立保護区
- ソータケイブ国立野生生物保護区

## 人口動態
以下は2000年国勢調査による人口統計データである。
| 基礎データ - 人口: 53,926人 - 世帯数: 21,615 世帯 - 家族数: 15,822 家族 - 人口密度: 19人/km2（50人/mi2） - 住居数: 24,168軒 - 住居密度: 9軒/km2（22軒/mi2） 人種別人口構成（ ）内は2010年のデータである。 - 白人: 91.89% (92.6%) - アフリカン・アメリカン: 3.74% (2.1%) - ネイティブ・アメリカン: 1.75% (1.4%) - アジア人: 0.23% (0.61%) - 太平洋諸島系: 0.02% (0.0%) - その他の人種: 0.36% - 混血: 2.00% (1.5%) - ヒスパニック・ラテン系: 1.61% (1.4%) 先祖による構成 - イギリス系：69.1% - スコットランド・アイルランド系：5.21% - スコットランド系：4.67% - アフリカ系：3.74% 年齢別人口構成 - 18歳未満: 24.2% - 18-24歳: 8.3% - 25-44歳: 28.7% - 45-64歳: 25.4% - 65歳以上: 13.4% - 年齢の中央値: 38歳 - 性比（女性100人あたり男性の人口） - 総人口: 95.1 - 18歳以上: 92.0 | 世帯と家族（対世帯数） - 18歳未満の子供がいる: 31.5% - 結婚・同居している夫婦: 59.0% - 未婚・離婚・死別女性が世帯主: 10.5% - 非家族世帯: 26.8% - 単身世帯: 24.3% - 65歳以上の老人1人暮らし: 10.5% - 平均構成人数 - 世帯: 2.47人 - 家族: 2.92人 収入と家計 - 収入の中央値 - 世帯: 32,020米ドル - 家族: 38,082米ドル - 性別 - 男性: 29,777米ドル - 女性: 20,990米ドル - 人口1人あたり収入: 16,000米ドル - 貧困線以下 - 対人口: 13.7% - 対家族数: 10.3% - 18歳未満: 17.2% - 65歳以上: 21.0% |

## 都市と町

### 都市
- ブリッジポート
- スコッツボロ - 郡庁所在地
- スティーブンソン

### 町
| - ダットン - ハリウッド - ハイトップ - ラングストン | - ペイントロック - ピスガ - プレザントグローブズ | - セクション - スカイライン - ウッドビル |

### 未編入の町
- ブライアント
- フラットロック
- ヒグドン
- ロザリー

## 政治
北アラバマの大半は共和党の固い地盤だが、ジャクソン郡は民主党支持に留まっている。これは住民がリベラルということではない。郡政府で選出される役人に共和党員はいない。2004年アメリカ合衆国大統領選挙では、民主党のジョン・ケリーよりも共和党のジョージ・W・ブッシュを選んだ。共和党候補を選んだのは1972年以来のこととなった
この2004年以降、共和党への傾斜が続いている。2008年アメリカ合衆国大統領選挙では、共和党のジョン・マケインを67.7%が支持した。2010年の州知事選挙では、共和党候補のロバート・J・ベントリーが56%の支持を得た。アメリカ合衆国下院議員の選挙では共和党候補のモー・ブルックスが55%の支持を得た。現職アメリカ合衆国上院議員のリチャード・シェルビーは70%だった。ただし郡レベルでは2010年の選挙で民主党候補が勝ち続けた。